# 王芮
王芮（1995年2月9日—）生於黑龍江哈爾濱，是一名中國女子冰壺運動員。曾搭档巴德鑫获得2016年世界混双冰壶锦标赛银牌。

## 青年經歷
王芮曾代表中國參加四次亞洲及太平洋冰壺錦標賽。

## 外部連結
- 王芮在世界冰壶联合会的介绍页面